# Fontenay-le-Vicomte
Fontenay-le-Vicomte ist eine französische Gemeinde mit 1.563 Einwohnern (Stand: 1. Januar 2022) im Département Essonne in der Region Île-de-France. Sie gehört zum Arrondissement Évry und zum Kanton Mennecy. Die Einwohner werden Fontenois genannt. 

## Geographie
Fontenay-le-Vicomte liegt etwa 35 Kilometer südsüdöstlich von Paris in der Landschaft Hurepoix an der Essonne, die im Norden die Gemeinde begrenzt. Umgeben wird Fontenay-le-Vicomte von den Nachbargemeinden Écharcon im Norden, Mennecy im Osten und Nordosten, Chevannes im Südosten, Ballancourt-sur-Essonne im Süden und Südwesten sowie Vert-le-Petit im Westen.

## Geschichte
Der marokkanische Oppositionspolitiker Mehdi Ben Barka wurde am 29. Oktober 1965 von Paris aus in das Haus des SDECE-Agenten und Kriminellen Georges Boucheseiche in Fontenay-le-Vicomte entführt. Dort wurde er noch am selben oder am darauffolgenden Tag ermordet. Der oder die Mörder Ben Barkas wurden nie zweifelsfrei identifiziert; einige Darstellungen gehen von Boucheseiche als Mörder andere vom damaligen marokkanischen Innenminister Mohammed Oufkir als Mörder aus.

## Bevölkerungsentwicklung
| Jahr                       | 1962 | 1968 | 1975 | 1982 | 1990 | 1999 | 2006 | 2019 |
| Einwohner                  | 354  | 326  | 437  | 635  | 744  | 884  | 1221 | 1591 |
| Quellen: Cassini und INSEE |      |      |      |      |      |      |      |      |

## Sehenswürdigkeiten
- Kirche Saint-Rémy, seit 1950 Monument historique

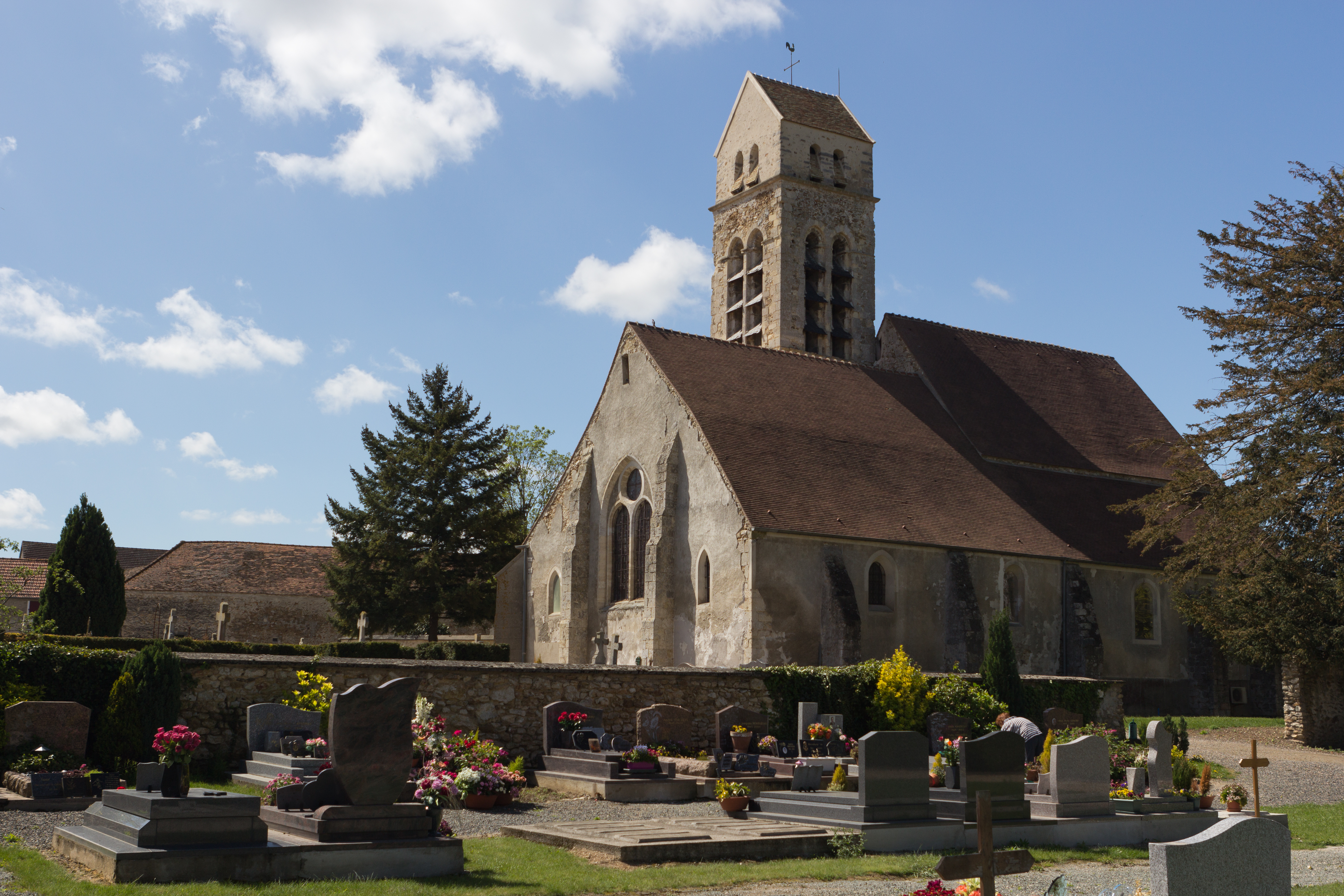
Kirche Saint-Rémy

## Persönlichkeiten
- Joseph Louis Marie Andlauer (1869–1956), General